# Le meravigliose avventure di Guerrin Meschino
Le meravigliose avventure di Guerrin Meschino è un film del 1952 diretto da Pietro Francisci, liberamente tratto dal romanzo cavalleresco Il Guerrin Meschino di Andrea da Barberino.

## Trama

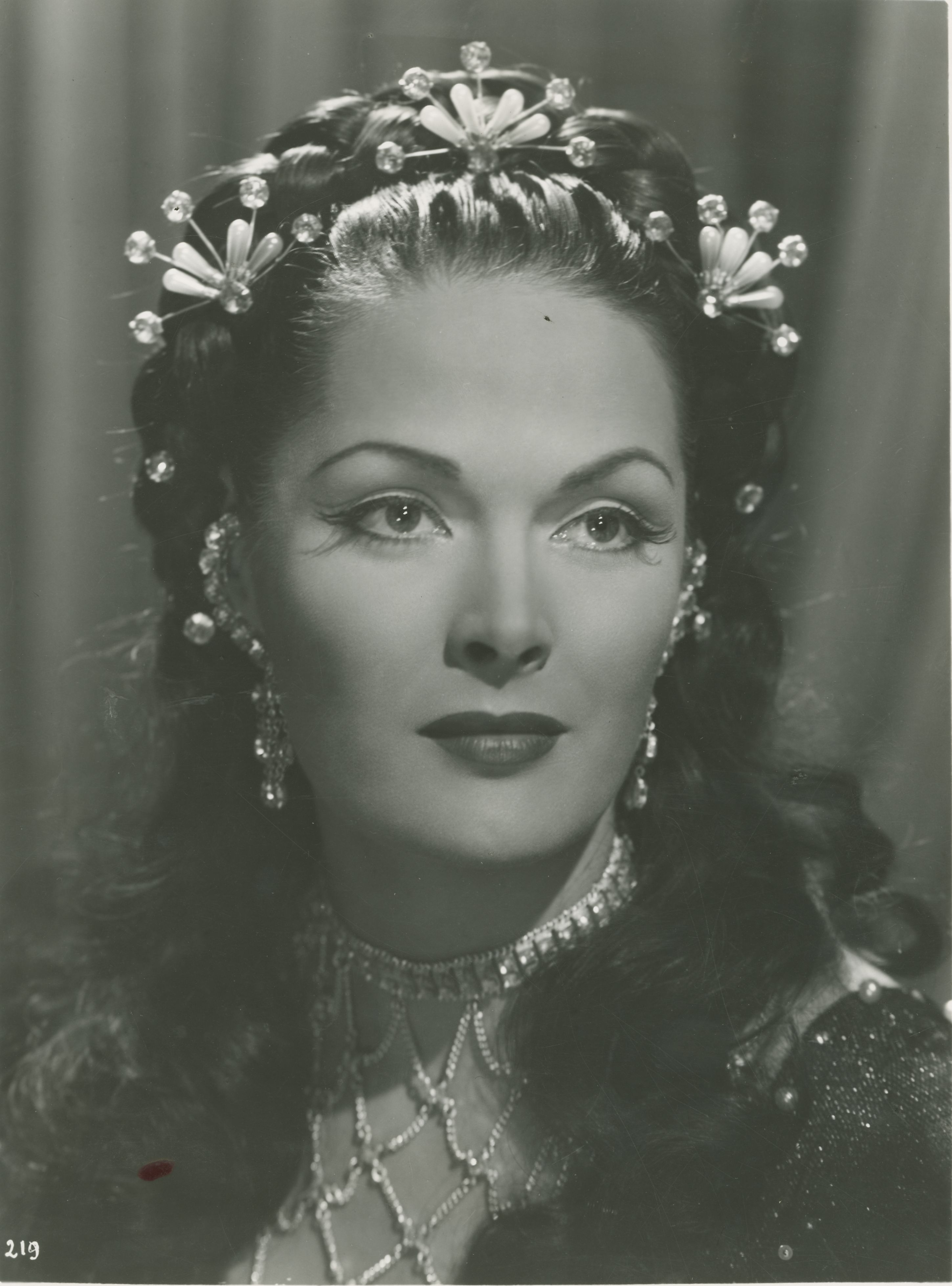
Tamara Lees in una foto di scena del film

Il trovatello Guerrino, detto Meschino perché figlio di ignoti, è uno scudiero alla corte di Costantinopoli, innamorato della principessa Elisenda, che vorrebbe sposare ma gli è proibito. Per questo motivo cerca i propri genitori, sperando di avere nobili origini. Scopre che anni prima erano stati fatti prigionieri dai turchi e riesce a liberarli. Nel frattempo anche Elisenda è caduta prigioniera di uno spasimante moro e Guerrino si getta nell'avventura della sua liberazione.

## Distribuzione
Il film fu distribuito nelle sale cinematografiche italiane il 13 febbraio del 1952.